# Lorraine Daston

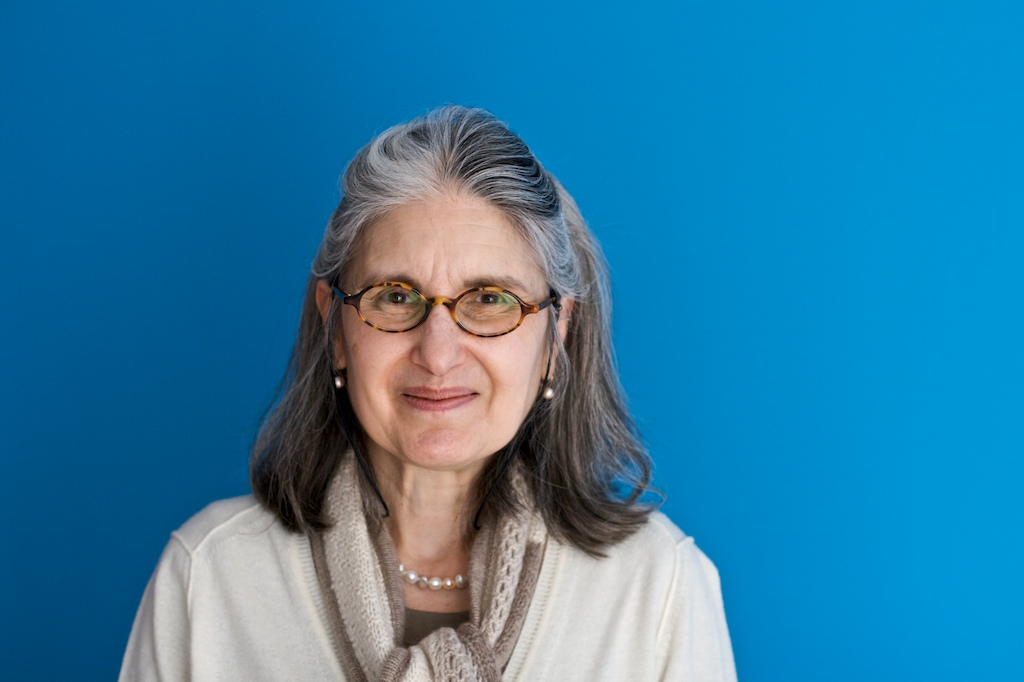
Lorraine Daston in februari 2009

Lorraine Daston (East Lansing, 9 juni 1951) is een Amerikaans wetenschapshistorica. Ze is emeritus directeur van het Max Planck Instituut voor wetenschapsgeschiedenis (MPIWG) in Berlijn en gasthoogleraar aan de universiteit van Chicago. Haar werk focust vooral op de vroegmoderne Europese intellectuele en wetenschapsgeschiedenis en kan als historische epistemologie geclassificeerd worden. Ze is lid van de American Academy of Arts and Sciences en lid van het Wissenschaftskolleg zu Berlin.

## Biografie
Ze studeerde wetenschapsgeschiedenis en -filosofie aan de Harvard-universiteit (1973) en de Universiteit van Cambridge (1974). Haar doctoraat behaalde ze in Harvard (1979). Haar werkt legt zich toe op een historische analyse van thema's als wetenschappelijke verwondering, de naturalistische dwaling en de geschiedenis van ideeën zoals orde, objectiviteit en natuurwetten.
Daston verkreeg in 2010 de Orde van Verdienste van de Bondsrepubliek Duitsland, in 2012 de George Sarton Medaille, in 2018 ontving ze de Dan David Prize en in 2020 de Dr. A.H. Heinekenprijs voor de Historische Wetenschap. Ze is getrouwd met de Duitse psycholoog Gerd Gigerenzer.